# Gallinula silvestris
Gallinula silvestris е вид птица от семейство Rallidae. Видът е критично застрашен от изчезване.

## Разпространение
Видът е разпространен в Соломоновите острови.